# Marcos Barbeiro
Marcos Barbeiro, né le 29 juillet 1995 dans le district d'Água Grande à Sao Tomé-et-Principe, est un footballeur international santoméen, évoluant au poste de milieu de terrain avec l'équipe du Club Sport Marítimo.

## Biographie
Marcos Barbeiro évolue lors de la saison 2013-2014 avec les moins de 19 ans du Sporting Portugal.
Le 17 août 2014, il joue son premier match en pro avec le CS Marítimo, lors du championnat du Portugal de deuxième division 2014-2015, en battant le Portimonense SC.
Le 4 juin 2016, il joue son premier match avec l'équipe de Sao Tomé-et-Principe, lors d'un match face au Cap-Vert rentrant dans le cadre des éliminatoires de la Coupe d'Afrique des nations 2017. Son deuxième match, contre le Maroc, a lieu trois mois plus tard (défaite 0-2).